# Еман
Еман (от лат. emano – изтичам, разпространявам се) е извънсистемна единица за измерване на относителна (обемна) активност на радиоактивен източник. Името ѝ е свързано с остарялото название на радона – еманация.
Един еман е равен на активност 100 пикокюри на 1 литър или 100 нанокюри на 1 кубичен метър.
1 еман = 10−10 Ci/l = 0,275 махе
В единици от SI:
1 еман = 3,7×103 Bq/m³
Въведена е през 1921 година и в днешно време се използва твърде рядко, основно за измерване на концентрацията на радона в минералната вода и въздуха.